# Sasso di Castalda
Sasso di Castalda – miejscowość i gmina we Włoszech, w regionie Basilicata, w prowincji Potenza. Według danych z 31 grudnia 2016 gminę zamieszkiwały 834 osoby.